# Jérémie Pauzié
Cet article possède un paronyme, voir Pauzé.
 Jérémie Pauzié était un joaillier et orfèvre suisse du XVIIIe siècle qui travailla pour le compte de la cour impériale russe.

## Biographie
Né à Genève, Pauzié arrive en Russie encore enfant avec son père en 1729.
Il est formé par le lapidaire français Gravereau et entre au service de la cour impériale. Il est surtout connu pour avoir réalisé la Couronne impériale russe pour la sacre de Catherine II. Il revient s’installer définitivement a Genève en 1764.